# We Are the World
«We Are the World» (с англ. — «Мы — это мир») — благотворительный сингл супергруппы из 45 американских артистов USA for Africa (United Support of Artists for Africa). Песня, призывающая объединиться для помощи голодающим Африки, была написана Майклом Джексоном и Лайонелом Ричи и выдержана в жанрах популярной музыки и госпела. Продюсерами проекта стали Куинси Джонс и Майкл Омартиан. Песня вошла в одноимённый альбом.
«We Are the World» стал первым мультиплатиновым и самым быстро продаваемым синглом в истории популярной музыки США. Композиция возглавляла многие чарты мира. Процесс записи песни в студии был заснят на видеоплёнку. Эти кадры впоследствии стали видеоклипом на «We Are the World», мировая премьера которого состоялась 11 марта 1985 года на телеканале MTV.
10 июня 1985 года первый самолёт доставил гуманитарную помощь в Эфиопию и Судан. К концу 1987 года в благотворительный фонд USA for Africa поступили средства в размере 91 млн долларов, 54 из которых были получены с продаж сингла.
25 лет спустя, в 2010 году по инициативе Куинси Джонса и Лайонела Ричи была выпущена новая версия песни в исполнении супергруппы исполнителей Artists for Haiti. Композиция получила название «We Are the World 25 for Haiti». Средства с продаж сингла были направлены на помощь пострадавшим от крупного землетрясения на острове Гаити.

## История создания
В ноябре 1984 года британская супергруппа артистов Band Aid выпустила благотворительный сингл «Do They Know It's Christmas?». Доходы с продаж релиза и музыкального фестиваля Live Aid были направлены на помощь голодающим Эфиопии. Американский певец и общественный деятель Гарри Белафонте решил организовать аналогичную акцию в США. Первой идеей Белафонте было организовать благотворительный концерт афроамериканских артистов, однако, обсудив эту идею с менеджером Кеном Крадженом и концертным промоутером Роном Дельзенером, он пришёл к выводу, что гораздо проще будет собрать исполнителей для совместной записи песни. Изначально вместе с Майклом Джексоном и Лайонелом Ричи написать композицию для проекта должен был Стиви Уандер, однако музыкант находился в Нью-Йорке и не смог принять участие в её создании. Джексон и Ричи уже сотрудничали ранее, работая над альбомом Кенни Роджерса. Музыканты начали работу над песней в конце 1984 года. Зная, что им необходимо создать что-то такое, что должно звучать сильно и иметь глобальный призыв, они подготовились к написанию своей композиции, слушая национальные гимны некоторых стран, включая США, Англии, Германии и России. «Все это мы сложили в наши черепные коробки и придумали ритм, который воспринимался бы знакомым, как мировые гимны, чтобы людям она что-то напоминала», — вспоминал Ричи. За время совместных сессий они написали всего несколько строчек текста и набросали идеи для музыки. Позже Джексон закрылся в своей домашней студии в Энсино, за ночь подготовил партии всех инструментов и написал текст песни. Ричи и Джексон дали композиции название «We Are the World».

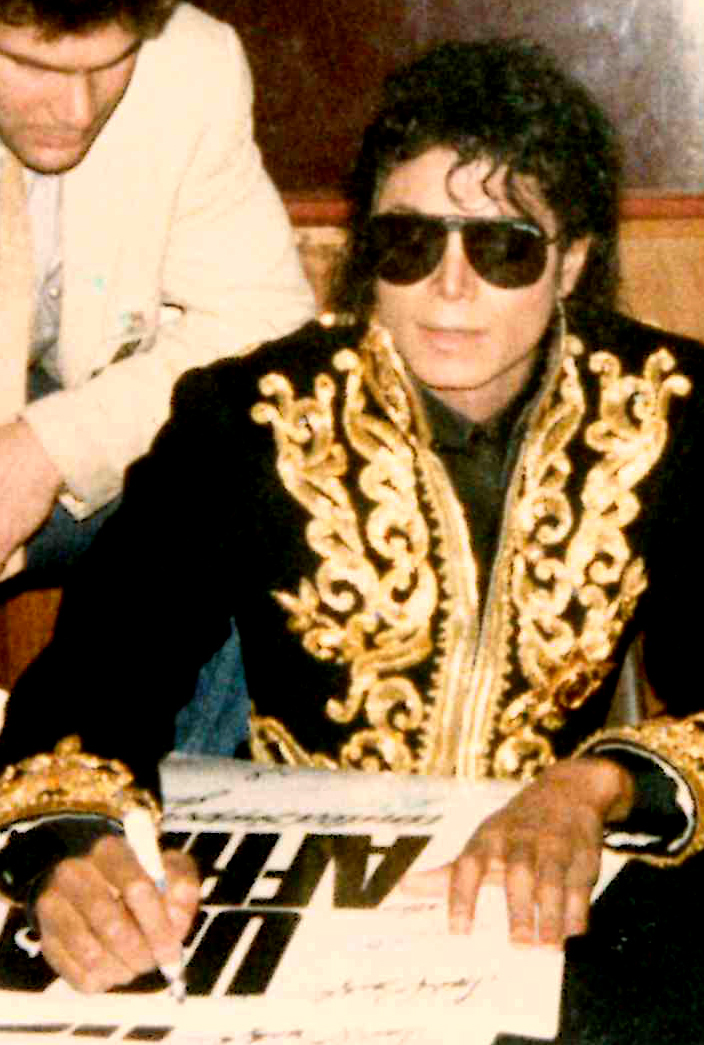
Майкл Джексон оставляет автографы на постерах с эмблемой проекта USA for Africa во время записи песни «We Are the World», 28 января 1985 года

Кен Краджен занялся привлечением внимания звёзд к проекту: «Я хотел собрать артистов, занимавших вершины чартов, снять сливки американских талантов популярной музыки». Первоначально Краджен планировал собрать группу из 10 или 15 звёзд, однако за последнюю неделю число исполнителей выросло до 40 и менеджеру пришлось отказать ещё 50 — 60 артистам, пожелавшим принять участие. 22 января 1985 года были записаны инструментальные партии и подготовлена демоверсия в исполнении Джексона и Ричи. Кассеты с этой демозаписью были разосланы всем артистам, согласившимся принять участие в проекте. Запись песни состоялась в студии A&M Recording Studios 28 января 1985 года, после церемонии вручения наград «American Music Awards». По словам Краджена, одной из самых сложных задач организаторов было сохранить в тайне от прессы место и время записи: «Представьте, что будет, если звёзды, подъезжая к студии, увидят вокруг огромную толпу. Я гарантирую вам, они не войдут внутрь». Артисты собрались в студии около 10 часов вечера. После того, как Майкл Джексон произнёс небольшую речь, описав «We Are the World» как песню, «призывающую позаботиться о далёком, но в то же время и близком нам месте», исполнители приступили к записи хоровой партии.
К 3-м часам ночи хоровая часть была, наконец, закончена и артисты стали работать над своими сольными партиями. Куинси Джонс выстроил артистов полукругом вокруг себя, Лайонел Ричи запел первым, следом за ним записали свои строчки остальные исполнители. К рассвету бо́льшая часть работы была завершена. Боб Дилан и Брюс Спрингстин остались в студии до самого конца записи, хотя их сольные партии были уже давно готовы. Все артисты покинули помещение около 8-ми утра, таким образом, сессия продлилась около 10 часов. Куинси Джонс вспоминал: «За те 35 лет, что я провёл в шоу-бизнесе, эта ночь была одной из лучших. Никто не принимал участие в проекте ради личной выгоды. Мы сказали звёздам, чтобы они оставили свои эго за дверью». Юрист Джей Купер рассказал: «Удивительно, насколько идеально всё прошло. Руководители звукозаписывающей компании Motown с трудом, но согласились на то, чтобы их артисты Стиви Уандер и Лайонел Ричи спели для CBS Records».
Сольная демоверсия песни в исполнении Майкла Джексона вошла в бокс-сет Michael Jackson: The Ultimate Collection.

## Музыкальное видео
Процесс записи песни в студии был заснят на видеоплёнку, именно эти кадры стали впоследствии видеоклипом на «We Are the World». Над роликом работали продюсеры Крэйг Голин и Говард Мэлли. Для съёмок использовалось оборудование на 750 000 долларов, однако команда операторов и режиссёров работала безвозмездно. Премьера ролика состоялась 11 марта 1985 года на телеканале MTV.
Помимо видеоклипа, в мае 1985 года на телеканале HBO несколько раз был показан документальный фильм «U.S.A. for Africa: The Story of „We Are the World“» (англ. «U.S.A for Africa: История „We Are the World“»).

## Особенности композиции и реакция критиков
«We Are the World» объединяет две черты «чёрной» музыки: голоса большого хора, и форму кроссовера, песня сочетает в себе жанры поп-музыки и госпела. Песня открывается спокойным вступлением Лайонела Ричи, за ним появляется пронзительный вокал Стиви Уандера, Майкл Джексон вступает в припеве. Брюс Спрингстин, Боб Дилан, Вилли Нельсон, Рэй Чарльз и Синди Лопер продемонстрировали самые сильные вокальные партии. «Наслаиваясь друг на друга, голоса создают постоянный эффект неожиданности и вызывают чувство эмоционального подъёма», — писали журналисты The New York Times.
Роберт Кристгау, анализируя песню, сравнил её с британским синглом «Do They Know It’s Christmas?». По его мнению, в композиции «We Are the World» лучше подобраны сочетания сольных и хоровых партий, что связано с американскими традициями поп-музыки и её корнями: блюзом и госпелом. Кроме того, рецензент посчитал, что песня USA for Africa звучит более искренне и воодушевляюще, чем композиция Band Aid, поскольку американская группа артистов состояла по большей части из афроамериканцев, лишь недавно пробившихся через расовый барьер на телевидении, и потому уже знавших, что значит быть «вместе как один» (англ. «together as one») и «делать день ярче» (англ. «make a brighter day»). В The New York Times писали о том, что «We Are the World» «свидетельствует о фундаментальной роли чернокожих музыкантов в популярной музыке». При этом критики отметили контраст между некоторой наивностью и сентиментальностью текста песни и масштабами её исполнителей. Несмотря на это, Джон Рокуэлл признал композицию «трогательной». Однако, другой рецензент газеты написал, что эта красноречивая баллада казалась бы выдающейся даже не будь она исполнена звёздным составом артистов. Но строки «There’s a choice we’re making / We’re saving our own lives» (англ. «Мы делаем выбор / Мы спасаем наши собственные жизни»), по его мнению, вызывают больше эмоций, когда спеты людьми, окружёнными мистикой суперзвёзд.
Отношение критиков к благотворительным синглам всегда было наполнено скептицизмом. Кристгау писал, что не верит в состоятельность подобных акций до тех пор, пока они не дойдут до логического завершения. По его словам, «сложно поверить в то, что все звёзды проекта USA for Africa приняли в нём участие без каких-либо личных побуждений». Однако, по мнению журналистов портала The Awl, участие создавшего самый продаваемый альбом в мире, а потому не нуждавшегося в рекламе Майкла Джексона является своеобразным гарантом бескорыстности проекта.

## Выпуск сингла и благотворительная акция
«We Are the World» была выпущена в качестве сингла 7 марта 1985 года. Композиция возглавила чарт Hot R&B/Hip-Hop Songs и продержалась на вершине списка Billboard Hot 100 четыре недели. Получив вторую платиновую сертификацию от RIAA, «We Are the World» стала первым мультиплатиновым и самым быстро продаваемым синглом в истории популярной музыки США. Всего песня получила четыре платиновых сертификации от RIAA. В апреле 1985 года был выпущен одноимённый альбом, включавший в себя титульный трек и ещё несколько композиций участников проекта USA for Africa.
Организаторы проекта планировали собрать 100 миллионов долларов. Полученные средства распределялись следующим образом: 35 % — на первую гуманитарную помощь голодающим; 35 % — на семена, удобрения, сельскохозяйственный инвентарь и на поиски воды; около 20 % — на долгосрочные программы развития экономики; оставшиеся 10 % — на помощь бездомным США. Благотворительная акция не ограничивалась релизом сингла и одноимённого альбома: была также организована продажа постеров, свитеров, футболок, фотоальбомов и других предметов с эмблемой проекта.
10 июня 1985 года первый самолёт доставил гуманитарную помощь в Эфиопию и Судан. Груз массой 120 тонн содержал: лекарства, витамины, печенья с высоким содержанием белков, одежду, палатки и т.д. С первым самолётом с гуманитарным грузом в качестве представителя от проекта в Африку прилетел Гарри Белафонте. К концу 1987 года в благотворительный фонд USA for Africa поступили средства в размере 91 млн долларов, 54 из которых были получены с продаж сингла «We Are the World».
Помимо американских звёзд, в сборе средств поучаствовали другие супергруппы артистов.

### «Cantare, Cantaras»
В апреле 1985 года группа из 45 латиноамериканских артистов под названием Hermanos del Tercer Mundo (с исп. — «Братья Третьего Мира») записала песню «Cantare, Cantaras», как испаноязычный ответ «We Are the World». В записи приняли участие Хулио Иглесиас, Пласидо Доминго, Сержио Мендес и другие. Первоначально организаторы проекта планировали отдать все вырученные средства от продаж сингла в фонд USA for Africa, однако позже они решили направить в фонд помощи голодающим Африки половину доходов, а остальные деньги — в проблемные области Латинской Америки

### «Tears Are Not Enough»
Песня, написанная Дэвидом Фостером, Брайаном Адамсом и Джимом Уолэнсом и записанная канадской группой артистов под названием Northern Lights (с англ. — «Северное Сияние»). «Tears Are Not Enough» вошла в список композиций альбома We Are the World и была выпущена синглом в Канаде. К концу 1985 года в фонд помощи голодающим Африки с продаж сингла поступили средства в размере около трёх миллионов долларов.

## Наиболее значимые концертные исполнения
- 13 июля 1985 года песней «We Are the World» был завершён концерт Live Aid в Филадельфии, США. Композицию исполнили некоторые участники проекта USA for Africa под руководством Лайонела Ричи[31].
- В январе 1986 года на церемонии вручения наград «American Music Awards» в первый и единственный раз все участники проекта USA for Africa вышли на одну сцену и во главе с Дайаной Росс исполнили «We Are The World»[32].
- В марте 1993 года на церемонии инаугурации Билла Клинтона композиция была исполнена хором звёзд, возглавляли который Майкл Джексон и Стиви Уандер[33].
- В 1999 году состоялся благотворительный концерт «Паваротти и Друзья» для Косово и Гватемалы. Композиция в исполнении Лучано Паваротти и других звёзд, участников шоу, закрыла концерт[34].
- В сентябре 2001 года «We Are the World» в исполнении Майкла Джексона и его гостей завершила второй концерт в честь 30-летия сольной карьеры[англ.] певца[34].

## Список композиций
- 7" (номер в каталоге Columbia Records — US7-04839)[35]

| №  | Название           | Исполнители    | Длительность |
| -- | ------------------ | -------------- | ------------ |
| 1. | «We Are the World» | USA for Africa | 6:22         |

| №  | Название | Исполнитель  | Длительность |
| -- | -------- | ------------ | ------------ |
| 2. | «Grace»  | Куинси Джонс | 4:45         |

## Участники записи
| - Куинси Джонс - Лайонел Ричи - Стиви Уандер - Пол Саймон - Кенни Роджерс - Джеймс Ингрэм - Тина Тёрнер - Билли Джоэл - Майкл Джексон - Дайана Росс - Дайон Уорвик - Вилли Нельсон - Эл Джерро - Брюс Спрингстин - Кенни Логгинс - Стив Перри - Дэрил Холл - Хьюи Льюис - Синди Лопер - Ким Карнс - Боб Дилан - Рэй Чарльз | - Линдси Бакингем - Гарри Белафонте - Боб Гелдоф - Билл Гибсон - Джеки Джексон - Ла Тойя Джексон - Марлон Джексон - Рэнди Джексон - Тито Джексон - Уэйлон Дженнингз - Джон Колла - Бетт Мидлер - Джеффри Осборн - Джон Оутс - Анита Пойнтер - Джун Пойнтер - Рут Пойнтер - Смоки Робинсон - Крис Хейз - Шон Хоппер - Марио Чиполлина - Дэн Эйкройд - Шейла И. | - Дэвид Пейч — синтезаторы - Майкл Боддикер — синтезаторы, программирование - Паулинью да Кошта — ударные, перкуссия - Льюис Джонсон — бас-гитара - Майкл Омартьян — клавишные - Грег Филингейнс — клавишные - Джон Робинсон — ударные |

## Позиции в чартах и сертификации
| Чарт (1985)                  | Высшая позиция |
| ---------------------------- | -------------- |
| Австралия                    | 1              |
| Австрия                      | 2              |
| Бельгия (Фландрия)           | 1              |
| Великобритания               | 1              |
| Европа                       | 1              |
| Ирландия                     | 1              |
| Канада                       | 1              |
| Нидерланды                   | 1              |
| Новая Зеландия               | 1              |
| Норвегия                     | 1              |
| США (Hot 100)                | 1              |
| США (Hot R&B/Hip-Hop Songs)  | 1              |
| США (Hot Adult Contemporary) | 1              |
| Франция                      | 1              |
| ФРГ                          | 2              |
| Швейцария                    | 1              |
| Швеция                       | 1              |
| ЮАР                          | 1              |
| Чарт (2009)                  | Высшая позиция |
| Дания                        | 18             |
| Италия                       | 12             |

| Страна                | Сертификат    |
| --------------------- | ------------- |
| Великобритания (BPI)  | Серебряный    |
| Франция (SNEP)        | Платиновый    |
| Канада (Music Canada) | 3× Платиновый |
| США (RIAA)            | 4× Платиновый |

## Награды и номинации
| Год  | Награда                | Номинированная работа | Категория                                      | Результат | Источник |
| ---- | ---------------------- | --------------------- | ---------------------------------------------- | --------- | -------- |
| 1985 | MTV Video Music Awards | Видео                 | Видео года                                     | Номинация | [ 57 ]   |
| 1985 | MTV Video Music Awards | Видео                 | Лучшее общее выступление в видео               | Номинация | [ 57 ]   |
| 1985 | MTV Video Music Awards | Видео                 | Лучшее видео группы                            | Победа    | [ 58 ]   |
| 1985 | MTV Video Music Awards | Видео                 | Выбор зрителей                                 | Победа    | [ 58 ]   |
| 1986 | Grammy Awards          | Песня                 | Запись года                                    | Победа    | [ 59 ]   |
| 1986 | Grammy Awards          | Песня                 | Песня года                                     | Победа    | [ 59 ]   |
| 1986 | Grammy Awards          | Песня                 | Лучшее вокальное исполнение дуэтом или группой | Победа    | [ 59 ]   |
| 1986 | Grammy Awards          | Видео                 | Лучшее музыкальное видео                       | Победа    | [ 59 ]   |
| 1986 | American Music Awards  | Песня                 | Специальная награда                            | Победа    | [ 32 ]   |
| 1986 | People's Choice Awards | Песня                 | Любимая новая песня                            | Победа    | [ 60 ]   |

## We Are the World 25 for Haiti
12 января 2010 года на острове Гаити произошло крупное землетрясение, унёсшее жизни около 230 тыс. человек. Различные благотворительные организации помогли собрать более миллиарда долларов для оказания помощи пострадавшим.
По инициативе Куинси Джонса и Лайонела Ричи, спустя 25 лет после релиза «We Are the World», было решено записать новую версию песни. Новая супергруппа называлась Artists for Haiti (с англ. — «Артисты для Гаити») и включала в себя Селин Дион, Барбру Стрейзанд, Тони Беннета, Ашера, Эйкона, Джастина Бибера и других исполнителей. Всего в записи приняли участие более 70 звёзд. Артисты собрались 1 февраля 2010 года в той же студии, что и участники USA fo Africa, Henson Recording Studios (ранее называвшейся A&M Recording Studios). В песне была использована оригинальная запись вокальной партии Майкла Джексона 1985 года. Сингл был выпущен 12 февраля 2010 года, в тот же день во время Церемонии открытия Зимних Олимпийских игр в Ванкувере состоялась премьера видеоклипа на песню. За первые три дня после релиза было продано более 250 тыс. цифровых копий песни.
Аранжировка композиции была обновлена: была добавлена рэп-секция, написанная Will.I.Am, а для обработки нескольких вокальных партий был использован автотюн. За эти нововведения и выбор артистов для записи сингл получил множество разгромных замечаний от критиков. Журналисты радио NPR признали запись одной из худших идей 2010 года, не только потому, что звучание песни было сильно обновлено, но и потому, что времена изменились, и идея подобных благотворительных синглов устарела: в ней нет ничего необычного. Рецензент The New York Times посчитал новую версию трека не более чем «звёздным караоке», по его мнению, «Ашер открыто подражает Майклу Джексону, Селин Дион механически повторяет ноты за Синди Лопер, а Джейми Фокс имитирует Рэя Чарльза. „We Are the World 25 for Haiti“ имеет все подводные камни голливудского ремейка». В журнале Us Weekly писали, что в новой версии слишком много «необъяснимых нелепостей, таких, как Джастин Бибер, исполнивший первые строчки, и Николь Шерзингер, получившая больше одной сольной партии».

## В культуре
В советском антивоенном мультфильме «Ветер» (Арменфильм, 1988) данная композиция используется как основное художественное сопровождение, с неё начинаются основные действия произведения, и на ней же, в конце, они заканчиваются.
Знание песни и клипа «We Are the World» обыгрывается в японском аниме-сериале 2021 года «Odd Taxi» как маркер разных поколений. Молоденькая медсестра Сиракаву, желая привлечь внимание сорокалетнего эксцентричного Одокавы, берётся утверждать, что лучшей в музыкальном клипе была Синди Лопер (1 сезон, серии 1-2).